# 英國駐泰國大使館
英國駐泰國大使館（英語：British Embassy Bangkok）是英國派駐泰國的最高外交代表機構，於1856年設立，原為英、泰兩國簽署《宝宁条约》之後所設的英國駐曼谷領事館，後於1895年升格為公使館，至1947年升格為大使館。
英國領事館第一代館址位於昭拍耶河河畔，與石龍軍路只是一河之隔；第二代館址則位於奔集路和無線電路的交會處，在1926年完工，當地原為郊區，後於20世紀末改建為中央商务区，成為市中心的核心區域，但和旁邊的高樓大廈相比，館址一直能維持綠意盎然的狀態，直至2019年拆卸為止。英國外交部在2007年和2017年先後把大使館館址出售給尚泰集團，創下了泰國的土地成交紀錄，大使館則在2020年遷入位於沙吞縣的第三代館址。

## 歷史

### 開館
1856年，英國和泰國簽訂的《寶靈條約》正式生效，同時英國在曼谷開設領事館，由奚禮爾擔任英國首任駐暹羅領事。本來領事館在曼柯廉縣租下了一塊土地，但不久後泰王拉瑪四世把位於昭拍耶河河畔，與葡萄牙領事館相鄰的一片土地送給英國領事館，這既是國王慷慨的捐贈，也是國王為了暹羅官員按照當地法律判罰英國公民，侵犯治外法權的事件向英國作出的賠償。領事館館舍在1876年竣工，當時沿着昭披耶河河畔興建的石龍軍路剛剛開通，和館舍只是一河之隔。
領事館在1895年升格為公使馆，並於1900年代在館址增建了數座樓房，包括公使官邸、兩座監獄和一座法庭。公使館館址原有一支旗桿，卻被風暴摧毀，於是館方從香港購入鋼材，豎起另一支旗桿，取而代之。這支旗桿是當時曼谷最高的旗桿，不過外交部和工務局都要求副領事賠償，因為政府認為使館沒有必要耗資500英鎊，豎立一支鋪張的旗桿。館址內的維多利亞女王雕像於1903年揭幕。

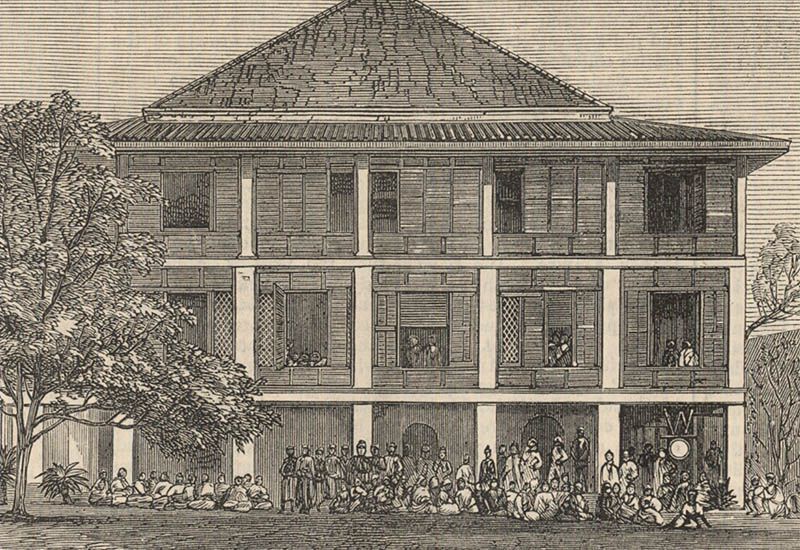
英國駐曼谷總領事館（1875年）
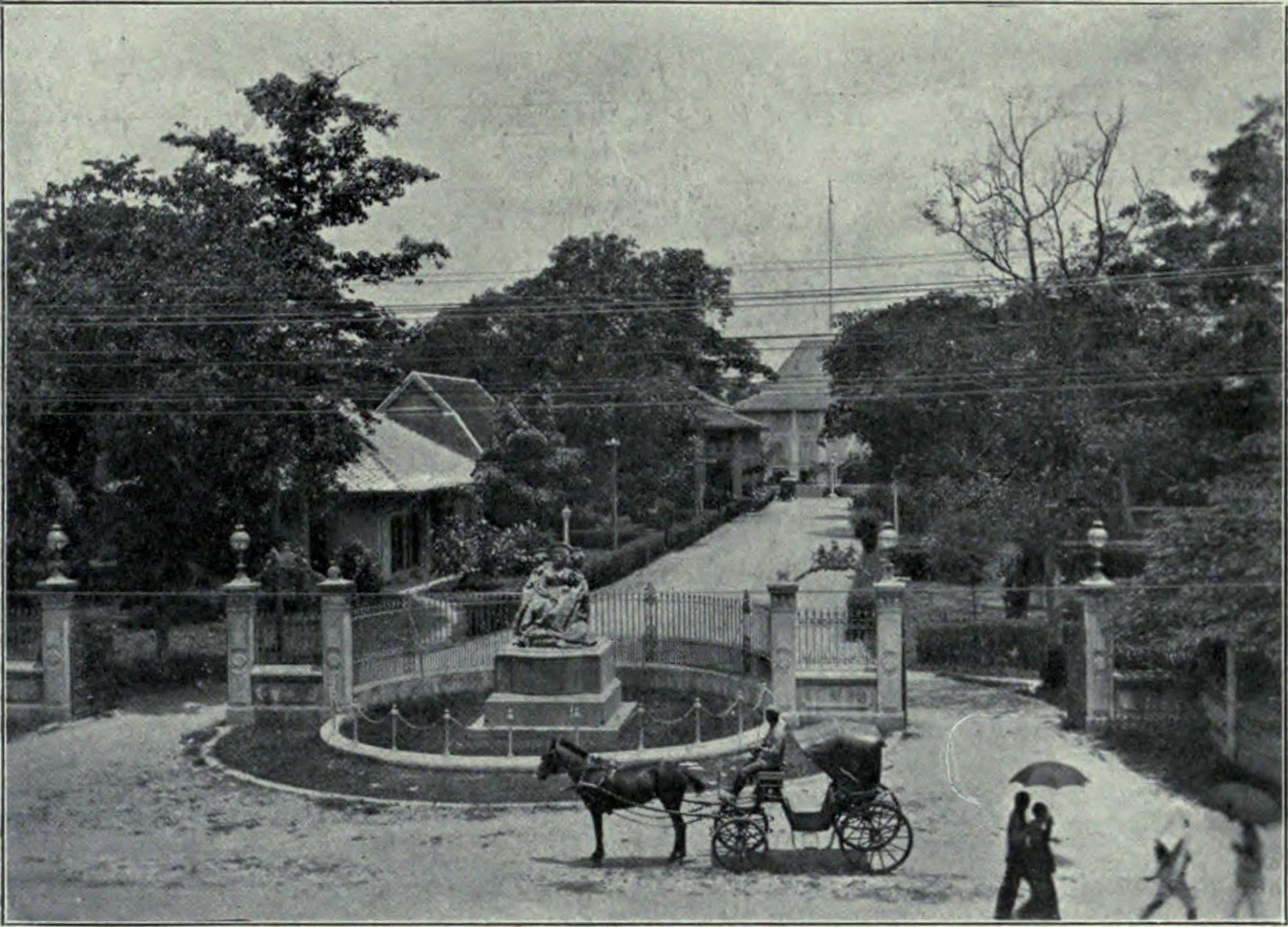
英國駐泰國公使館（約於1908年拍攝）

### 遷往奔集路
1902年，巴健特公使履新，此時公使館所在的地區已經非常繁忙。附近的稻米磨坊、河道以及路面交通都會造成污染；附近一家寺廟每天早上都有鳴鐘的習慣，公使館對面還設有一家由意大利籍女子斯塔羅夫人（Madame Staro）開辦的酒吧。附近地區所產生的污染和噪音令公使館大受影響，於是巴健特便提議把公使館遷往別處，不過起初英國政府對此並不感到興趣。
直至1922年，公使館才買下一片位於奔集區，佔地12英畝（4.9公頃）的新地段，並把原來的館址賣給暹羅政府，改建為曼谷郵政總局。公使館從暹羅政府手中獲得一筆總值11萬英鎊的資金，以向新館址原來的業主，富商乃樂支付購地的費用，以及興建新的館舍。新館址位處郊區，土質鬆軟，所以公使館遷址的決定在當時受到很多人的反對。新館址在1926年啟用：新館舍是公使館的主辦公樓兼公使（現為大使）官邸。戰爭紀念碑在1923年揭幕，維多利亞女皇雕像和旗桿也在新址完成重置。
英國公使館在1947年升格為大使館，由傑佛瑞·湯普森（Geoffrey Harrington Thompson）擔任英國首任駐泰國大使，之後館舍又增建了數座樓房。20世紀末，附近地區已改建為中央商务区，設有豪華酒店、辦公樓、公寓和商場，但直至搬遷之前，英國大使館館址仍是一個綠意盎然的地方。

### 售地重建

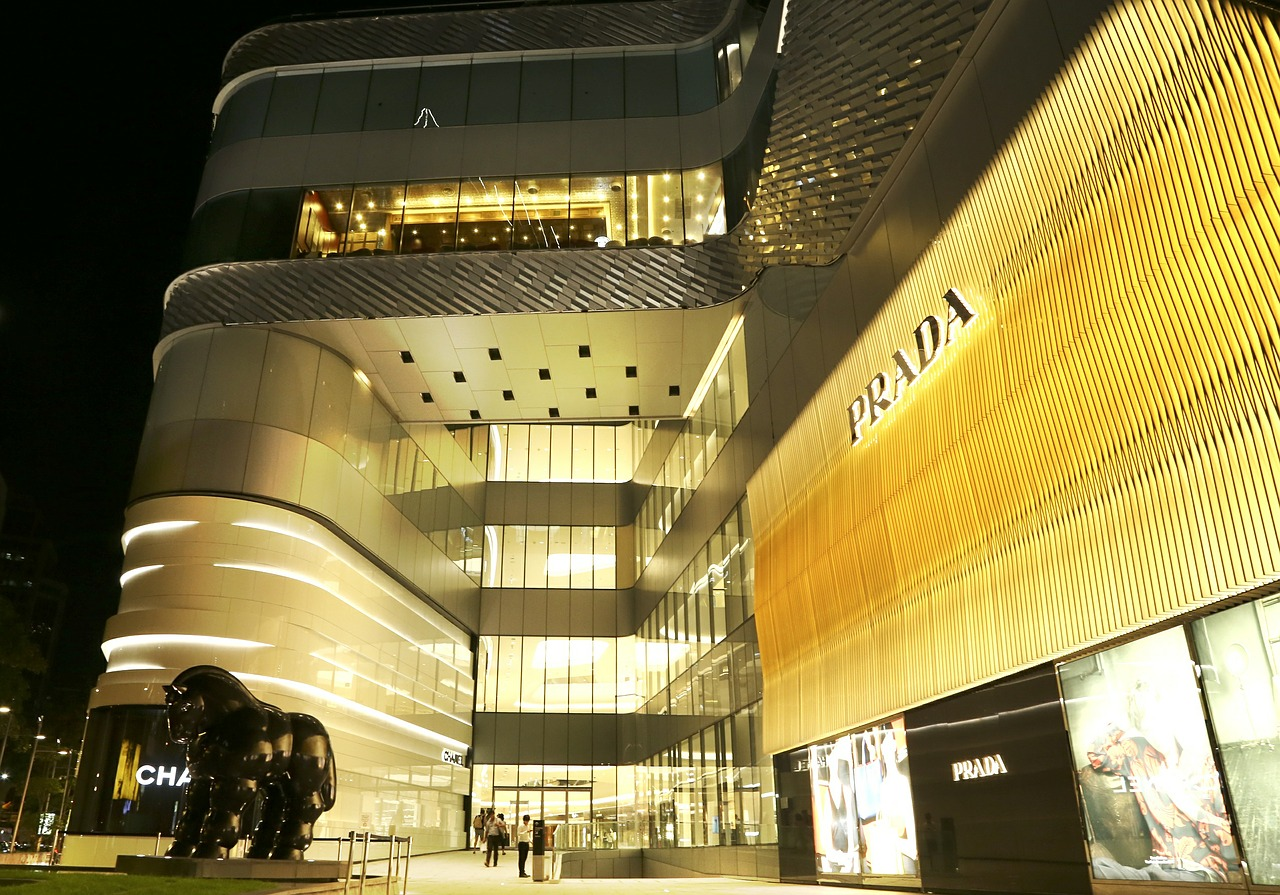
館址前方三分之一的土地在2007年賣出後，已改建為尚泰領使商場

2006年，英國外交部以節省成本為由縮減部分使領館的規模，並向與尚泰集團同系的吉拉提瓦地產公司（Tiang Chirathivat Real Estate Company）出售館址前方三分之一的土地，該地皮面向奔集路，佔地9萊（1.4公頃；3.6畝），佔館址總面積四分之一。之後原位於該地段的維多利亞女皇雕像和戰爭紀念碑被使館遷走，尚泰集團則在此處興建了高檔的尚泰領使商場。
英國外交部復於2017年出售館址剩下的部分（佔地23萊，即3.7公頃或9.1畝），結果仍由尚泰集團以每平方佤（4平方米）200至220萬泰銖的價錢投得，成交價為180億泰銖（4.2億英鎊），這是泰國歷來最大的一筆房地產交易。2018年1月，英國外交部發表聲明，證實他們已經向尚泰集團和香港置地合組的財團賣出大使館地皮，並表示大使館將遷往友邦沙吞大樓（AIA Sathorn Tower）辦公，搬遷工作在2020年10月完成。

## 原有設施
大使館館舍／大使官邸
大使館館舍在1923年至1926年期間興建，樓高兩層，是一座英國殖民地式建築，由英國工務局設計（英國駐清邁總領事W·A·R·伍德曾經從旁協助），由該局建築師阿奇巴爾德·史考特（Archibald Scott）承建。館舍呈長方形，設有多扇通風窗，以木雕花板裝飾，牆面用灰泥粉刷。這座建築物本來是公使（後為大使）官邸，後來大使館也開始在這座建築物的下層辦公。這座建築是泰國藝術局認定的未登錄古蹟，還在1984年獲得暹羅建築師協會建築保育獎。此建築已於2019年8月拆卸，令暹羅建築師協會決定收回建築保育獎，並致信英國政府，要求對方歸還獎座。
維多利亞女皇像
位於英國駐泰國大使館的維多利亞女皇像和位於温彻斯特，由阿尔弗雷德·吉尔伯特爵士設計，為了紀念維多利亞女皇登基50週年而鑄造的女皇像都是用同一個模具鑄造而成的，由旅居暹羅的英國人在1903年豎立。女皇像在1922年從第一代館址搬到奔集路的旁邊，又在2007年搬到館舍前方。第二次世界大战期間日本侵佔泰國，還在攻佔使館館舍的過程中，把這座雕像圍封，卻在圍板上鑿開一個小洞，這樣女皇就可以「看見」外面的狀況。當地人很喜歡這座雕像，還會向女皇獻祭，祈求學業順利，或者能夠生兒育女。按照原定計劃，維多利亞女皇像將與使館所屬的地段一同移交給中標的財團。
戰爭紀念碑
戰爭紀念碑在1922年揭幕，是奔集路館址的第一座建築。本來紀念碑位於閘門的後方，直至2007年才搬到大使官邸的前方。大使館搬遷後，戰爭紀念碑已遷往英國人俱樂部會址。

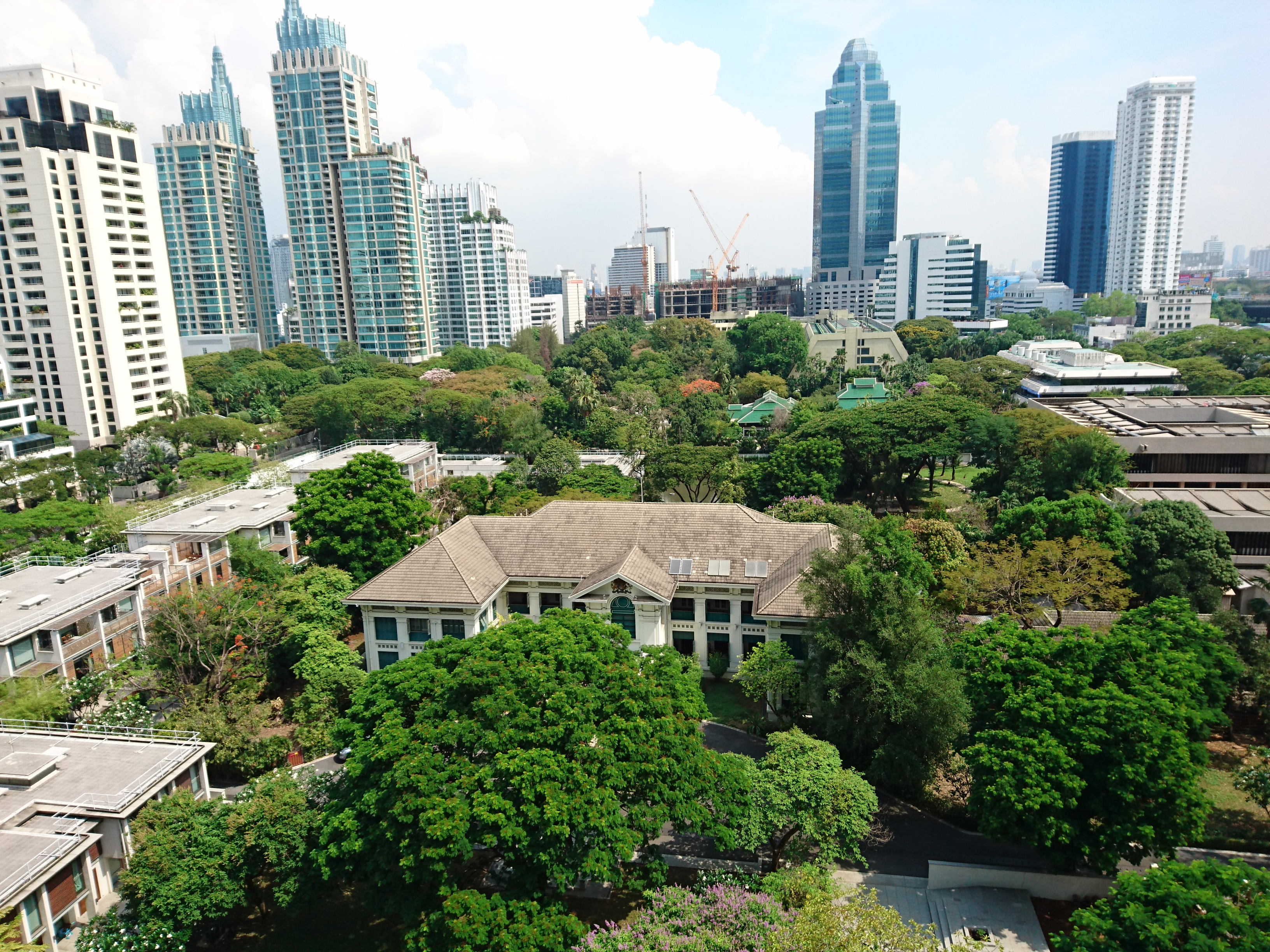
英國駐泰國大使館鳥瞰圖（2017年3月）
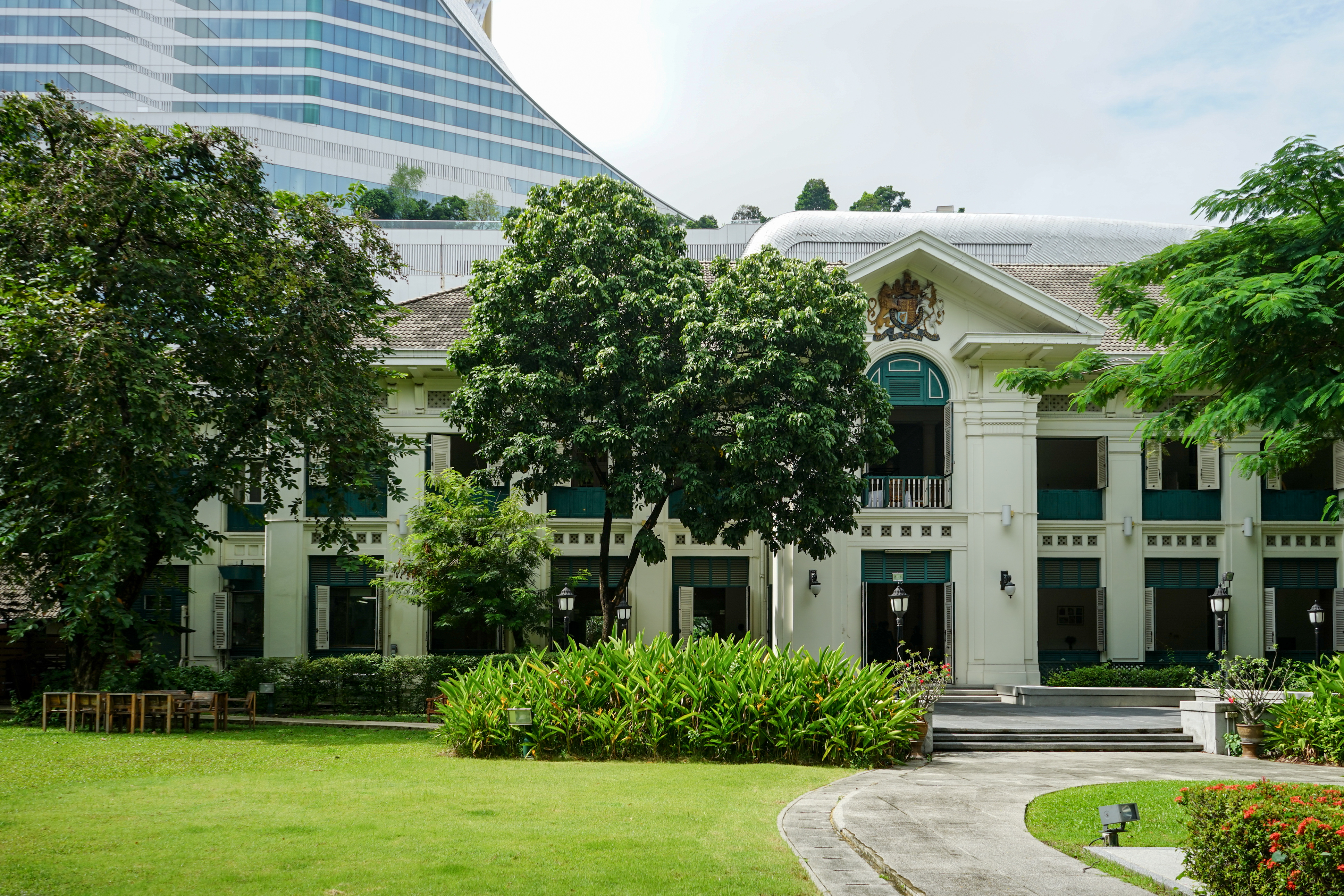
大使官邸（後立面）
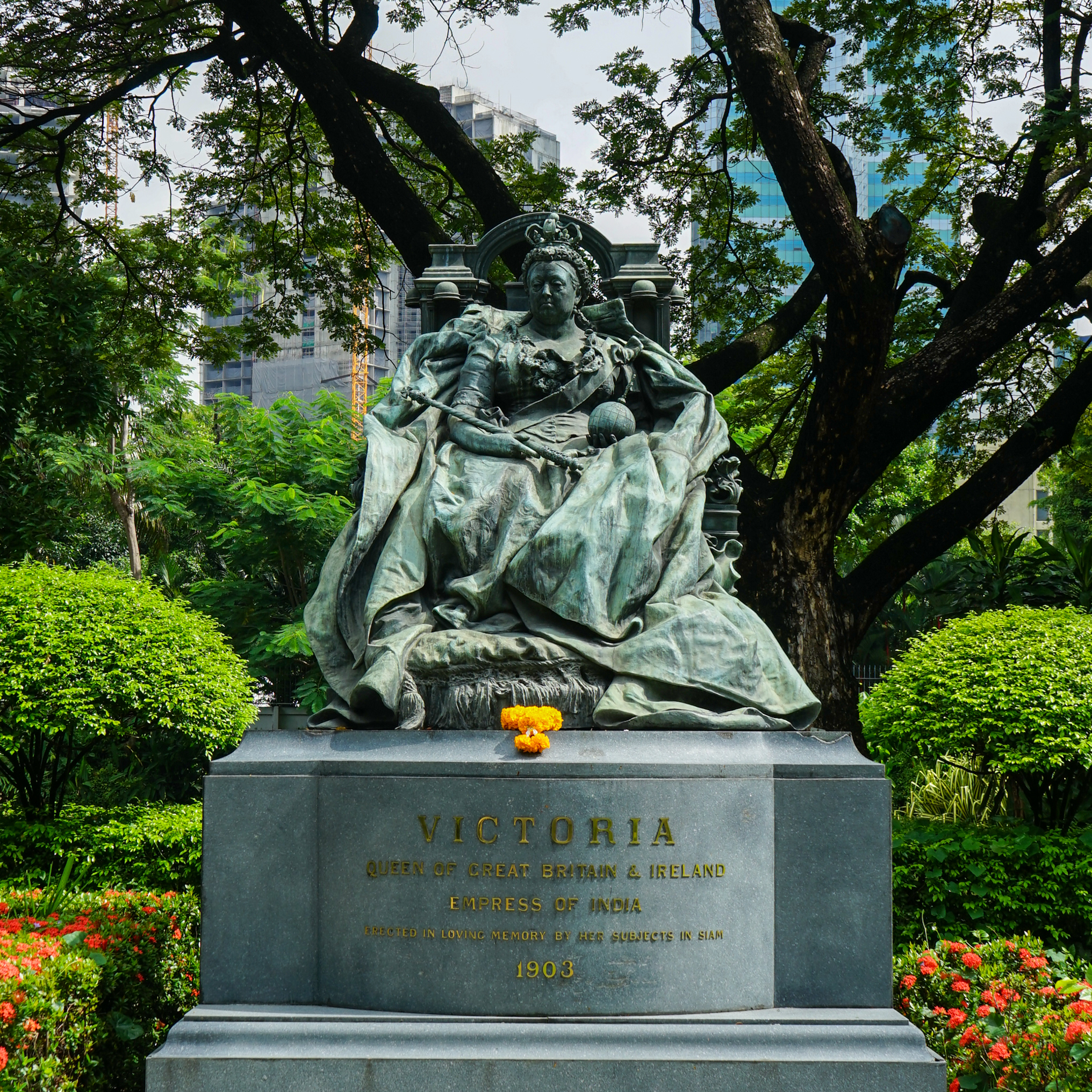
維多利亞女皇像
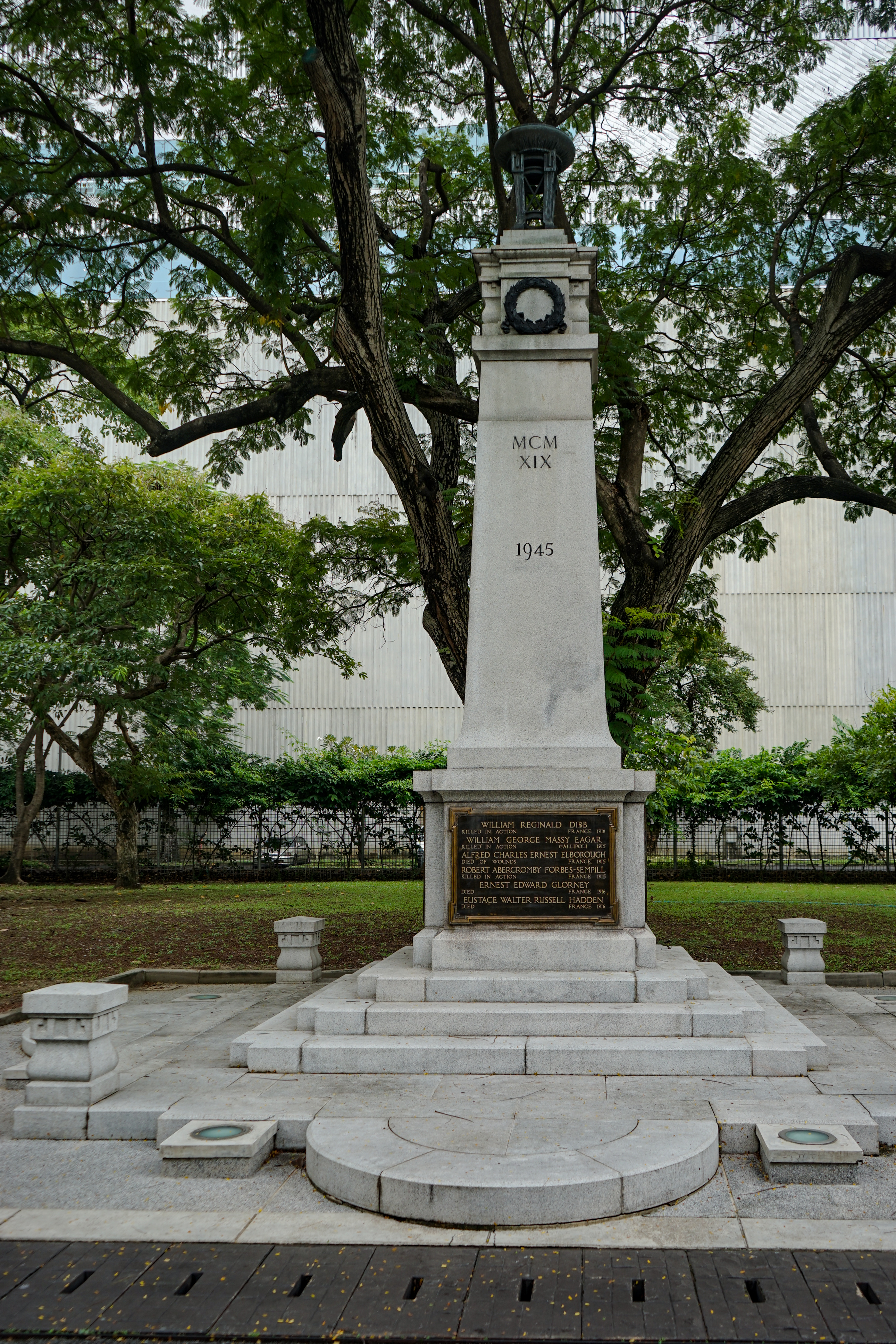
戰爭紀念碑

## 外部連結
- 官方网站

13°44′42″N 100°32′48″E / 13.74500°N 100.54667°E